# Johann Adolphus Etzler
Johann Adolphus Etzler (1791-1846?) (también escrito con su grafía inglesa, John), es un pensador estadounidense de origen alemán, defensor y promotor de fallidos modelos de vida ligados al utopismo tecnológico. 

## Biografía
Nació en Mülhausen, y emigró desde Prusia a Pittsburgh en 1831, a los 40 años de edad, en compañía del ingeniero civil John Augustus Roebling, presenciando el establecimiento de la colonia alemana de Saxonburg.
En 1833 publicó su trabajo más conocido, un prospecto titulado "El Paraíso al alcance de todos los Hombres", esbozando detallados planes visionarios para aprovechar la energía del viento, el agua y el sol en beneficio de la humanidad.
Influido por Hegel y los socialistas utópicos, creía que la tecnología contemporánea era suficiente, si se desarrollaba ligeramente y se aplicaba con inteligencia, para lograr en unos cuantos años un paraíso terrenal de abundancia y liberado del trabajo. Ocasionalmente, fue capaz de obtener suficiente respaldo financiero y seguidores para intentar hacer este sueño realidad, viajando a Inglaterra para recaudar fondos entre los seguidores de Robert Owen para sus proyectos. En particular, sus esperanzas para una revolución en la agricultura estaban depositadas en el "Satélite," una herramienta de cultivo de propósito general (que patentó), impulsada mediante poleas para transmitir la energía suministrada por el viento. El dispositivo se mostró inviable, y sus planes para colonizar los trópicos americanos (en la actual Venezuela), mal implementados, fracasaron, con la pérdida de vidas humanas y recriminaciones amargas.

## Legado
El espíritu de Etzler fue aplastado y desapareció de los registros. No obstante, su visión de un mundo liberado del trabajo a través de dispositivos automáticos todavía perdura, a la espera de encontrar una realización más completa.
Henry David Thoreau publicó en 1843 una revisión del "Paraíso" de Etzlers, con el título "Paraíso recuperado". El biólogo y médico Jacob Bigelow era un ardiente partidario de Etzlers y fue fuertemente influenciado por las ideas del libro del "Paraíso" de Etzlers.

## Trabajos
- The Paradise within the Reach of all Men, without Labor, by Powers of Nature and Machinery: An Address to all intelligent men, in two parts (1833)
- Machinery (1833)
- The New World or Mechanical System (1841)
- Description of the Naval Automaton, Invented by J. A. Etzler (1841?2?)
- Dialogue on Etzler's Paradise: Between Messrs. Clear, Flat, Dunce, and Grudge (1842)
- Emigration to the Tropical World, for the Melioration of All Classes of People of All Nations (1844)
- Two Visions of J. A. Etzler (1844)

### Patentes
- Modo de Propulsión de Locomotoras mediante Potencia Estacionaria
- Navegación y Propulsión de Barcos por la Acción del Viento y de las Olas